# 最终幻想15：新帝国
《最终幻想15：新帝国》是一款免费增值大型多人在线战略游戏，由Epic Action开发，MZ负责发行，2017年6月29日开始在手机应用商店上架销售。
这款游戏基于2016年发行的动作角色扮演游戏《最终幻想15》，以人物和配乐为特色。这款游戏的市场推广活动启用了美国模特艾莉西斯·藍为代言人。截至2019年1月，这款游戏下载量超过5100万次，总收入超过5.18亿美元。
最終幻想15：新帝國 於2024 年 12 月 31 日 00:00，結束營運，經歷了九年時光。

## 游戏玩法
《最终幻想15：新帝国》是一款带有城市建设元素的策略游戏。玩家通过采集资源建造基地并升级建筑，同时训练军队以防御其他玩家的攻击，并能设置城墙防御。游戏采用了公会系统作为其社交组件。加入公会后，玩家可以积累忠诚度，用于购买特殊物品。公会成员可以互相帮助完成建筑的修建，以加快升级速度。公会还有自己的任务或计时进度条用以进一步激励玩家。作为一款免费游戏，《最终幻想15：新帝国》也包含了可以在应用内进行购买的内容。

## 开发和发行
《最终幻想15：新帝国》是由MZ通过旗下工作室Epic Action开发的。游戏基于《最终幻想15》中的人物和配乐。史克威尔艾尼克斯为MZ的开发人员提供了关于游戏艺术风格方向的“速成课程”。早在2017年4月初，该游戏就在新西兰等地的手机应用商店上架开展玩家测试。《最终幻想15：新帝国》于2017年6月28日在全球发布。这款游戏的市场推广均由美国模特艾莉西斯·藍代言

### 下载量和收入
到2017年10月，《最终幻想15：新帝国》的下载量超过了2000万次，并成为美国应用商店收入排名第14的游戏。在游戏发布的第一年，也就是2018年6月之前，这款游戏在App Store和Google Play上的下载量超过了4500万次。美国占该游戏下载量的32%，而日本占其下载量的5%。
截至2018年1月，《最终幻想15：新帝国》成为当月Google Play商店收入第九高的游戏，总收入达到1427万美元。在发布的一年内，到6月时，这款游戏的总收入已超过3.8亿美元。美国贡献了1.38亿美元的收入，而日本贡献了1.16亿美元。截至2018年11月，这款游戏的全球总收入超过了4.85亿美元，当月的日均营收超过100万美元。到2019年1月，总下载量达到5100万次，游戏总收入已超过5.18亿美元。

## 评价
总体而言，《最终幻想15：新帝国》引起了评论者的各种反应，他们批评了游戏对《最终幻想15》系列的使用、基地建设的游戏玩法以及可购买附加内容的营销策略。Gamezebo的詹妮弗·艾伦（Jennifer Allen）批评游戏玩法为“毫无灵魂地剥削”和“极端的重复”。Android Police的瑞恩·惠特沃姆（Ryan Whitwam）称该游戏为“付费取胜的垃圾”，并称其为“普通的城市建设游戏外加常规的战斗模式，只是披着《最终幻想》外衣而已”。此外，评论者对游戏的教程表示沮丧，因为它主要集中在基地建设的机制上，而忽略了其他核心游戏元素。评论者们指出，《新帝国》与MZ开发的另一款游戏《战争游戏：火力时代》非常相似，有些人甚至称其为后者的“明目张胆的克隆”。
其他媒体认为这款游戏对最终幻想世界的诠释很糟糕，而这牺牲了MZ更好地触及其目标受众的机会。Android Authority的埃德加·塞尔万特斯（Edgar Cervantes）表示：“我们必须考虑到这可能是一次从惯常做法中扩展的尝试，”以吸引“休闲手机游戏玩家”。同样，Polygon的阿莱格拉·弗兰克（Allegra Frank）比较了《最终幻想》系列的粉丝与《雷霆天下》的玩家在App Store上给出的评分差异：“《新帝国》与它所基于的游戏几乎没有共同点。从理论上讲这没什么问题。毕竟两者处于完全不同的平台上，而且MZ和史克威尔艾尼克斯都清楚《新帝国》与原版《最终幻想15》有很大的不同”。